# Franciaország budapesti nagykövetsége
Franciaország budapesti nagykövetsége (franciául: Ambassade de France à Budapest) a két ország hivatalos kapcsolatainak egyik kiemelt intézménye Budapesten. A nagykövetség 2019 novemberében költözött a Kossuth Lajos tér 13–15. szám felső szintjére, ahol már előzőleg a Francia Nagykövetséghez tartozó gazdasági osztály is helyet kapott. 2020-ban a nagykövet Pascale Andréani.

## Története
A két ország diplomáciai kapcsolatai évszázadosak, az első francia követ küldéséről 1364-ből van adatunk, amikor Pierre Aymé auxerre-i püspököt I. Lajos magyar királyhoz küldték. Alkalmi jelleggel a következő évszázadokban is érkeztek követek Magyarországra, de állandó képviselet csak a 19. században az Osztrák–Magyar Monarchia idején alakult Bécsben. Budapesten csak francia főkonzulátus volt. Az első világháborúban megszakadt diplomáciai kapcsolatokat a háborúból vesztesként kikerülő, ám függetlenségét elnyerő Magyarországon a közismert Fernand Vix ezredes vezetésével érkező katonai misszió indította el ismét, 1918-ban. 1920. január 8-án Jean Doulcet-t nevezték ki főmegbízottként Budapestre, ám ő a Vatikánnal folyó francia tárgyalásokban játszott jelentős szerepe miatt nem tudta elfoglalni állomáshelyét; helyettese, Maurice Fouchet érkezett márciusban a magyar fővárosba. Lényegében ő hozta létre a követséget, ami a francia diplomáciai hálózat kisebb missziói közé tartozott: a követ mellett két-három diplomata állomásozott itt. 1933-ban költözött el a követség az I. Fő utca 17. szám alá, a mai Francia Intézet helyén álló egykori épületbe.
A második világháborúban Magyarország és Franciaország között nem volt hadiállapot, sőt, állandó követünk volt Vichyben, és a Pétain marsall vezette kormány is képviseltette magát Budapesten, míg Párizsban a korábbi követséget főkonzulátusként működtették. 1944-45-ben Budapest ostroma során a Fő utcai követségi épület elpusztult. Az a tény, hogy a két ország között nem volt  hadiállapot, megkönnyítette a negyedik köztársaság és Magyarország közötti kapcsolatok rendezését: 1946. január 28-án Franciaország elismerte a magyar kormányt. Államközi szerződés értelmében két lakóépületet kapott Franciaország a VI. kerületi Lendvay utcában, így a követség a világháború után ott folytatta tevékenységét. A nagyobb lakóház lett a hivatali épület, a kisebb villa pedig a rezidencia. A követséget 1963. december 17-én emelték nagykövetségi rangra.
1947-ben megalakult a Francia Intézet, mely azonban eleinte csak tudományos területen működött, 1961-ben, a Szekfű utcai épület megnyitását követően vált széles körben ismert fővárosi kulturális helyszínné. A Fő utcai üres ingatlan továbbra is francia tulajdonban maradt, ezen teniszpályát – télen korcsolyapályát – nyitottak a nagykövetség dolgozói számára. Ezen 1986-ban kezdődött el a Francia Intézet építése, és végül 1992. május 25-én került sor a hivatalos átadásra. A nagykövetség időközben kinőtte a Lendvay utcai épületet, egyes hivatalok a Fő utcai Francia Intézetbe költöztek, 2005-ben pedig a gazdasági osztály a Kossuth Lajos tér 13–15. számú házban nyitott irodát.
2019. november 14-én a nagykövetség és a konzulátus is átköltözött a Kossuth Lajos térre, így több évtized után a franciák elhagyták Terézvárost.

## Hatásköre
A nagykövetség melletti konzulátus illetékessége egész Magyarország területére kiterjed. Tiszteletbeli konzul működik Szegeden Éric Blin.
A sajátos francia választási rendszerben az intézménynek van egy különleges funkciója is. Franciaországban az anyaországon kívül letelepedett franciáknak is van választott szenátoruk, aki a felsőházban képviseli az érdekeiket. A szenátort nem közvetlenül választják, hanem egy ún. Konzuli Tanács (Conseil consulaire) választja a tagjai közül. A konzuli tanács tagjait választják a külföldön letelepedett francia állampolgárok, illetve ennek a tanácsnak tagjai lehetnek vezető diplomaták is. A választások lebonyolítása érdekében választókörzeteket alakítottak ki Franciaországon kívül is. Magyarország 2014-től az ún. „Közép- és kelet-európai” választási körzethez tartozik. A nagykövetség is ennek a választókörzetnek az egyik intézménye.